# Keiji Nishioka
Dasho Keiji Nishioka ( em japonês:  西岡 京治, Nishioka Keiji ; 14 de fevereiro de 1933 – 21 de março de 1992) foi um botânico japonês. Nishioka foi despachado ao Reino do Butão pelo Governo Japonês para ajudar a modernizar o setor agrícola butanês. Nishioka trabalhou no Butão como especialista em agricultura durante 28 anos, de 1964 até à sua morte em 1992. O trabalho de Nishioka ajudou a melhorar o cultivo de arroz e vegetais nos dzongkhags (distritos) de Paro e Zhemgang, no Butão. Ele também participou em esforços de desenvolvimento de infraestrutura cívica em Zhemgang.

## Vida inicial
Keiji Nishioka nasceu filho de Tatsuzo Nishioka e Toshie Nishioka, em Seul, Coreia do Japão, em 14 de fevereiro de 1933. Ele era o mais velho de quatro filhos. Em Seul, então chamada Keijou, ele frequentou a Escola Primária Sakuragaoka.
A família mudou-se para Osaka, no Japão, após a derrota japonesa na Segunda Guerra Mundial e a subsequente descolonização da Coreia. Em Osaka, Nishioka estudou na Yao Junior High School. Em 1952, Nishioka ingressou na Universidade Naniwa para estudar agricultura. Em 1959 casou-se com Satoko Nikai, de Nishinomiya, província de Hyōgo. O casal teve dois filhos.

## Vida no Butão
Em 1958, Sasuke Nakao, um dos professores de Nishioka na Universidade da Prefeitura de Osaka, foi ao Butão como o primeiro visitante oficial do Japão. O primeiro-ministro (Lyonchhen) do Butão na época, Jigme Palden Dorji, pediu a Nakao um especialista agrícola para ajudar o Butão a modernizar o seu setor agrícola. A falta de relações bilaterais desenvolvidas entre o Japão e o Butão nesta altura impediu a concretização de quaisquer planos. Este problema foi resolvido quando o Butão aderiu ao Plano Colombo em 1962 e assim passou a ter direito a receber ajuda de outros estados membros do Plano, que incluía o Japão. Por recomendação de Nakao, Nishioka, agora um especialista em agricultura da Agência Japonesa de Cooperação Técnica Ultramarina, foi ao Butão em julho de 1964.

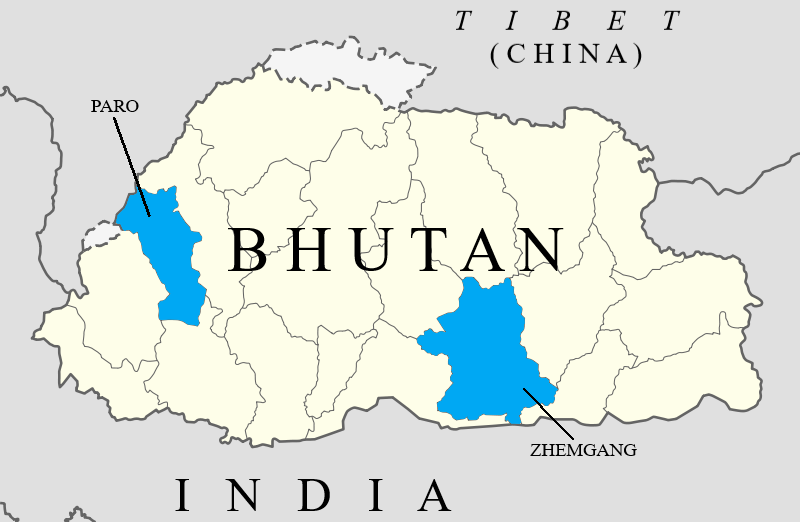
Paro e Zhemgang dzongkhags do Butão, onde Nishioka trabalhou.

### Paro
Em 1966, Nishioka, junto com três aprendizes, estabeleceu uma quinta experimental em Bondey, no  Paro dzongkhag. Nesta quinta, Nishioka cultivava arroz e vegetais como ervilhas, rabanetes, abóboras e repolhos utilizando sementes que trouxera do Japão. A quinta fez sucesso, crescendo em tamanho e lucratividade, chegando a fornecer alimentos aos hóspedes na coroação de 1974 do Quarto Druk Gyalpo (Rei) do Butão, Jigme Singye Wangchuck. As contribuições de Nishioka ajudaram a melhorar o cultivo de arroz e o uso de estufas. Ele também incentivou os agricultores a venderem os seus alimentos no mercado aberto, inclusive em locais fora de Paro, como Thimphu e Phuntsholing.

### Zhemgang
Nishioka, juntamente com dez aprendizes da fazenda Bondey, foram para Panbang, na região de Lower Kheng, em Zhemgang dzongkhag, em março de 1976, como parte de um Projeto de Desenvolvimento Integrado para Zhemgang. Os nativos desta região praticavam principalmente o cultivo itinerante nas florestas, sem assentamentos permanentes. Nishioka trabalhou para tornar a região mais desenvolvida. Ele ordenou o desmatamento das florestas e o assentamento dos agricultores itinerantes nas aldeias das áreas desmatadas.
A região ao redor da atual vila de Sonamthang em Zhemgang foi convertida de floresta em 146 acres (59 hectares) de arrozais por ordem de Nishioka. No final do Quarto Plano Quinquenal do Butão, 65 famílias cujos membros contribuíram para o desmatamento e cultivo da região receberam terras ali, criando a aldeia de Sonamthang. Outras aldeias criadas desta forma foram Thinleygang, Laling, Marangduth, Tunkudema e Pantang. Nishioka também introduziu o cultivo de árvores de pau-de-águila e cardamomo para uso como culturas comerciais.
Os esforços de Nishioka levaram a um aumento nos padrões de vida das pessoas em Zhemgang, melhorando a auto-suficiência das comunidades em cereais.
Nishioka atuava na área de desenvolvimento de infraestrutura em Zhemgang. Supervisionou a construção de 17 pontes suspensas e mobilizou a participação da população na construção de canais, estradas e clínicas de saúde.

## Prémios e títulos
Por suas contribuições ao Butão, Nishioka recebeu o título de Dasho do Druk Gyalpo, Jigme Singye Wangchuck, em 1980. Foi o primeiro estrangeiro a ter recebido o título de Dasho. Ele foi condecorado postumamente com a medalha Druk Thugsey, o maior prémio civil do Butão, em 1999.

## Morte

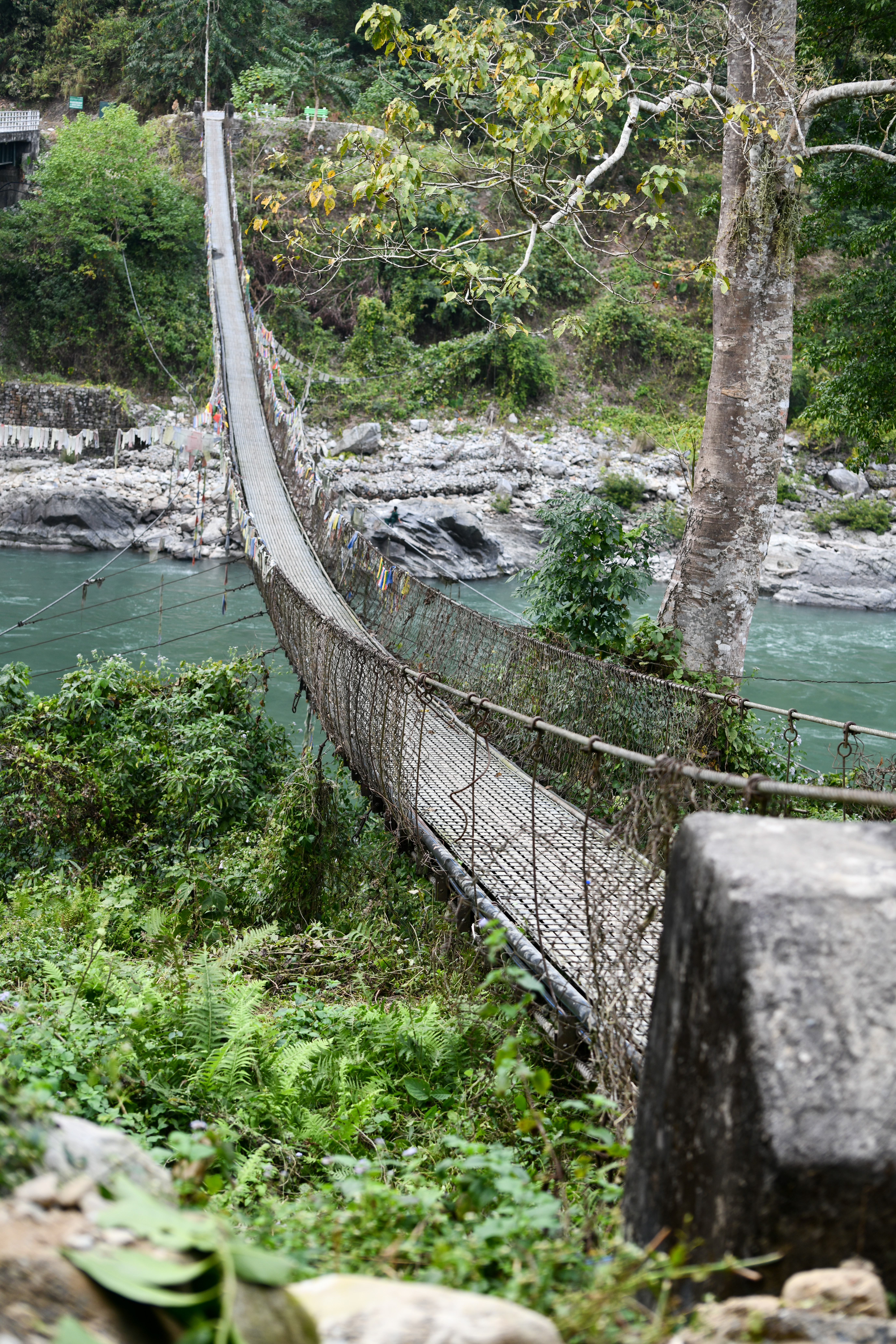
A Nishioka zam em Panbang.

Nishioka morreu em 21 de março de 1992 em Thimphu, aos 59 anos. Nishioka recebeu um funeral de estado em 26 de março.

## Legado e comemoração
Nishioka é lembrado como o "pai da agricultura moderna" no Butão. Em Panbang, ele é lembrado como o "sahib do Japão" entre os idosos. Uma ponte suspensa em Panbang — a Nishioka zam — recebeu o seu nome.
Em Paro, uma estupa budista chamada Dasho Nishioka chorten, é dedicada a Nishioka. Em junho de 2014, ao completar cinquenta anos de cooperação entre o Japão e o Butão, um museu foi inaugurado em Paro em memória de Nishioka.